# ألكسيوس الرابع أنجيلوس
ألكسيوس الرابع أنجيلوس (باليونانية: Αλέξιος Δ' Άγγελος) ـ (حوالي 1182 م ـ 8 فبراير 1204 م) هو إمبراطور الدولة البيزنطية لفترة وجيزة امتدت من أغسطس 1203 م إلى يناير 1204 م. وهو ابن الإمبراطور إسحق الثاني أنجيلوس من زوجته الأولى، التي ترهبت لاحقًا وتسمت باسم «إيرين». كان عمه الإمبراطور ألكسيوس الثالث أنجيلوس.
سُجن ألكسيوس الشاب سنة 1195، بعد أن قام ألكسيوس الثالث بانقلاب على إسحق الثاني، وفي سنة 1201، نجح تاجران من بيزا في تهريب ألكسيوس من القسطنطينية إلى الإمبراطورية الرومانية المقدسة، حيث لجأ إلى زوج شقيقته فيليب الذي كان ملكًا على ألمانيا.